# Flooding (Psychotherapie)
Das Flooding (auch Überflutung, Reizüberflutung) ist eine Form der Konfrontationstherapie, die zu den Techniken der Verhaltenstherapie gezählt wird. Besonders gute Erfolge zeigt es bei Angststörungen, insbesondere bei wenig komplexen Störungsbildern.
Beim Flooding wird ein phobischer Patient nach ausführlicher Information und Vorbereitung dem für ihn am stärksten angstauslösenden Reiz ausgesetzt und soll in der angstauslösenden Situation verweilen, bis seine Angst zurückgegangen ist. Wenn eine Person zum Beispiel Höhenangst hat, dann wäre die Reizüberflutung das Verweilen auf einem hohen Turm. Diese Therapieform sollte nur durch einen entsprechend ausgebildeten Therapeuten ausgeführt werden. Sinn der Therapie ist, dass der Patient lernt, dass er die angstauslösende Situation überwinden kann. Einzige Rückversicherung für den Patienten und notwendige Voraussetzung für den Erfolg der Behandlung ist dabei ein vertrauensvolles Verhältnis zwischen Patient und Therapeut.
Für vereinzelte Patientengruppen mit bestimmten Vorerkrankungen, Suchtproblematik oder unpassenden Persönlichkeitseigenschaften kommt kein Flooding, sondern nur eine gestufte Reizkonfrontation infrage. Auch bei Selbsthilfe-Programmen wird zur Minimierung der Risiken von fehlerhaften Durchführungen auf eine gestufte Konfrontation gesetzt.

## Einzelbelege
1. ↑  Ubben, Bernd: Planungsleitfaden Verhaltenstherapie. Sitzungsaufbau, Probatorik, Bericht an den Gutachter. Beltz 2010
2. ↑  Zarbock, Gerhard: Praxisbuch Verhaltenstherapie. Grundlagen und Anwendungen biografisch-systemischer Verhaltenstherapie. Pabst, 2. Auflage 2010
3. ↑  Zarbock, Gerhard: Phasenfahrplan VT: Aufgaben und Strukturierungshilfen für Therapeuten und Supervisoren. Pabst 2010
4. ↑  Hans Morschitzky: Angststörungen. Springer-Verlag, 2009, ISBN 978-3-211-09449-5, S. 397 (eingeschränkte Vorschau in der Google-Buchsuche).